# آلکساندر گلییویچ دوگین
آلکساندر گلییویچ دوگین (به روسی:Алекса́ндр Ге́льевич Ду́гин، متولد ۷ ژانویه ۱۹۶۲) دانشمند علوم سیاسی اهل روسیه ‌است. دوگین برای نظرات اوراسیاگرایی شناخته شده‌است. دوگین رهبر و بنیان‌گذار «حزب اوراسیا» در روسیه به‌شمار می‌آید. او، بانفوذترین ایدئولوگ ناسیونالیسم در میان روس‌هاست. وی استاد افتخاری دانشگاه ملی اوراسیا به نام ل.ن. گومیلیف و دانشگاه تهران، استاد مدعو دانشگاه فدرال جنوبی، پژوهش‌گر ارشد در دانشگاه فودان (شانگهای) است. به زبان‌های روسی، انگلیسی و آلمانی صحبت می کند.
در سال ۲۰۱۴، کارزاری علیه الکساندر دوگین در روسیه به راه افتاد که منجر به برکناری او از ریاست دپارتمان جامعه‌شناسی روابط بین‌الملل در دانشگاه دولتی مسکو شد. دلیل این مسئله آن بود که او در یک مصاحبه صراحتاً خواهان قتل‌عام اوکراینی‌های مخالف روسیه شده بود. او دیدگاهی همراه با انقلاب اسلامی ایران و مواضعی مخالف لیبرالیسم و حتی کمونیسم دارد. الکساندر دوگین از مهمترین مشاوران ولادیمیر پوتین، رئیس‌جمهور روسیه است. 
در سال ۲۰۱۴، مجله آمریکایی فارین پالیسی، دوگین را در رده صد «متفکر جهانی» دوره معاصر و در رده «آژیتاتورها (آشوبگران)» قرار داد. الکساندر دوگین را ایدئولوگ راشیسم می دانند. از سال ۲۰۱۴ در فهرست تحریم‌های اتحادیه اروپا و از سال ۲۰۱۵ در فهرست تحریم‌های آمریکا و کانادا قرار گرفته است.
برخی منابع او را راسپوتین پوتین و مغز متفکر پوتين معرفی می‌کنند.

## حضور در قم
در بهمن ۱۳۹۴ در قم با سید محمدمهدی میرباقری، رئیس فرهنگستان علوم اسلامی قم دیدار کرد و به گزارش سایت مشرق، او «تقریباً با تمام» دیدگاه‌های ایدئولوگ روس موافق بود.
در این دیدار وی گفت:
بی‌نهایت خوشحالم که به مقر اصلی مبارزه با مدرنیته آمده‌ام. من زندگی خودم را وقف این مبارزه کرده‌ام زیرا برای من مدرنیته یعنی شیطان
نادر طالب زاده هم در این دیدار حضور داشت.

## قتل دختر
داریا دوگینا، دختر الکساندر دوگین درپی انفجار خودرو حامل وی در حومه مسکو کشته شد. ظاهراً در این سوء قصد، هدف اصلی شخص الکساندر دوگین بوده‌است.